# بیاتاریاناپور
بیاتاریاناپور
شهر بیاتاریاناپور (به انگلیسی: Byatarayanapura) با جمعیت ۳۳۱٫۹۹۱ نفر در ایالت کارناتاکا در کشور هند واقع شده‌است.